# Panamerika-Meisterschaften im Bahnradsport
Die Panamerika-Meisterschaften im Bahnradsport werden jährlich vom Radsport-Kontinentalverband COPACI ausgerichtet. Startberechtigt sind Athleten aller Mitgliedsverbände der COPACI sowie der assoziierten Verbände.

## Geschichte
Die Meisterschaften wurden erstmals 1974 ausgetragen, zunächst in einem meist zweijährigen Rhythmus und in Zusammenhang mit den Panamerika-Meisterschaften im Straßenradsport. Seit 2004 finden sie jährlich statt. 2012 beschloss der Verband die organisatorische Trennung von Straßen- und Bahn-Wettkämpfen, die 2013 in Kraft trat. 2020 entfielen die Meisterschaften infolge der Corona-Pandemie.
Im Programm der Meisterschaften standen anfangs die seinerzeit auch bei den Bahnradsport-Weltmeisterschaften ausgetragenen Wettbewerbe Sprint, Zeitfahren, Einerverfolgung und Mannschaftsverfolgung der Männer. Im Laufe der Zeit kamen weitere Wettkämpfe hinzu, meist parallel zur Entwicklung bei den Weltmeisterschaften. Anfangs gab es nur Wettkämpfe für Männer, seit 1988 auch für Frauen. Seit 2021 werden bei beiden Geschlechtern jeweils elf Wettbewerbe ausgefahren.
Im Gegensatz zu den kontinentalen Bahnmeisterschaften in Asien, Afrika und Ozeanien sind die Wettkämpfe auf die Elite-Kategorie beschränkt, während die Panamerika-Meisterschaften der Junioren zu einem anderen Zeitpunkt und andernorts stattfinden.

## Austragungen
Seit 1974 gab es folgende Austragungen:
- 1974:  Cali
- 1976:  San Cristóbal
- 1978:  Santo Domingo
- 1980:  Santiago
- 1981:  Medellín
- 1982:  São Paulo
- 1984:  Medellín
- 1988:  Medellín
- 1990:  Duitama
- 1992:  Quito
- 1994:  Curicó
- 1996:  Puerto La Cruz
- 1997:  Cali
- 1998:  Cali
- 2000:  Bucaramanga
- 2001:  Medellín
- 2002:  Quito
- 2004:  Tinaquillo
- 2005:  Mar del Plata
- 2006:  Caieras
- 2007:  Valencia
- 2008:  Montevideo
- 2009:  Mexiko-Stadt
- 2010:  Aguascalientes
- 2011:  Medellín
- 2012:  Mar del Plata
- 2013:  Mexiko-Stadt
- 2014:  Aguascalientes
- 2015:  Santiago
- 2016:  Aguascalientes
- 2017:  Couva
- 2018:  Aguascalientes
- 2019:  Cochabamba
- 2021:  Lima
- 2022:  Lima
- 2023:  San Juan
- 2024:  Carson
- 2025:  Asunción